# NGC 4027
NGC 4027 (другие обозначения — ESO 572-37, VV 66, MCG −3-31-8, Arp 22, UGCA 260, 1SZ 109, 8ZW 158, PGC 37773, IRAS11569-1859) — спиральная галактика с перемычкой (SBd) в созвездии Ворон.
Этот объект входит в число перечисленных в оригинальной редакции «Нового общего каталога», а также включён в атлас пекулярных галактик.

## Описание
Астрономический объект представляет собой спиральную галактику с перемычкой (SBd) в созвездии Ворон. Объект был открыл 7 февраля 1785 года Уильям Гершель.
В галактике вспыхнула сверхновая SN 1996W типа II. Её пиковая видимая звёздная величина составила 16.
Галактика NGC 4027 входит в состав группы галактик NGC 4038. Помимо NGC 4027 в группу также входят ещё 25 галактик.
Видимые размеры — 3,3' × 2,4'.

## Наблюдение

### Данные наблюдений
Видимая звёздная величина в диапазоне чувствительности глаза mV = 11,1m, в синем фильтре mB = 11,7m, в полосе К (ближний инфракрасный свет) mK = (8,496 ± 0,029)m. Поверхностная яркость — 13,1 mag/arcmin2; угловое положение — 167°.

### Астрономические данные
По состоянию на стандартную эпоху J2000.0 прямое восхождение объекта составляет 11ч 59м 30,5с, склонение −19° 15′ 57″.